# Tunnel des Vestfirðir
Le tunnel des Vestfirðir ou tunnel sous la Breiðadalsá et le Botnsheiði, en islandais Vestfjarðagöng et göng undir Breiðadals-og Botnsheiði, est le plus long tunnel routier d'Islande. Emprunté par les routes 60 et 65, il permet de franchir le Botnsheiði. Il a la particularité unique au monde pour un tunnel routier d'être composé de trois sections qui se réunissent en un carrefour souterrain. Il permet ainsi de relier aisément les villes d'Ísafjörður, Suðureyri et Flateyri respectivement via le fond des vallées des Skutulsfjörður, Súgandafjörður et Önundarfjörður.

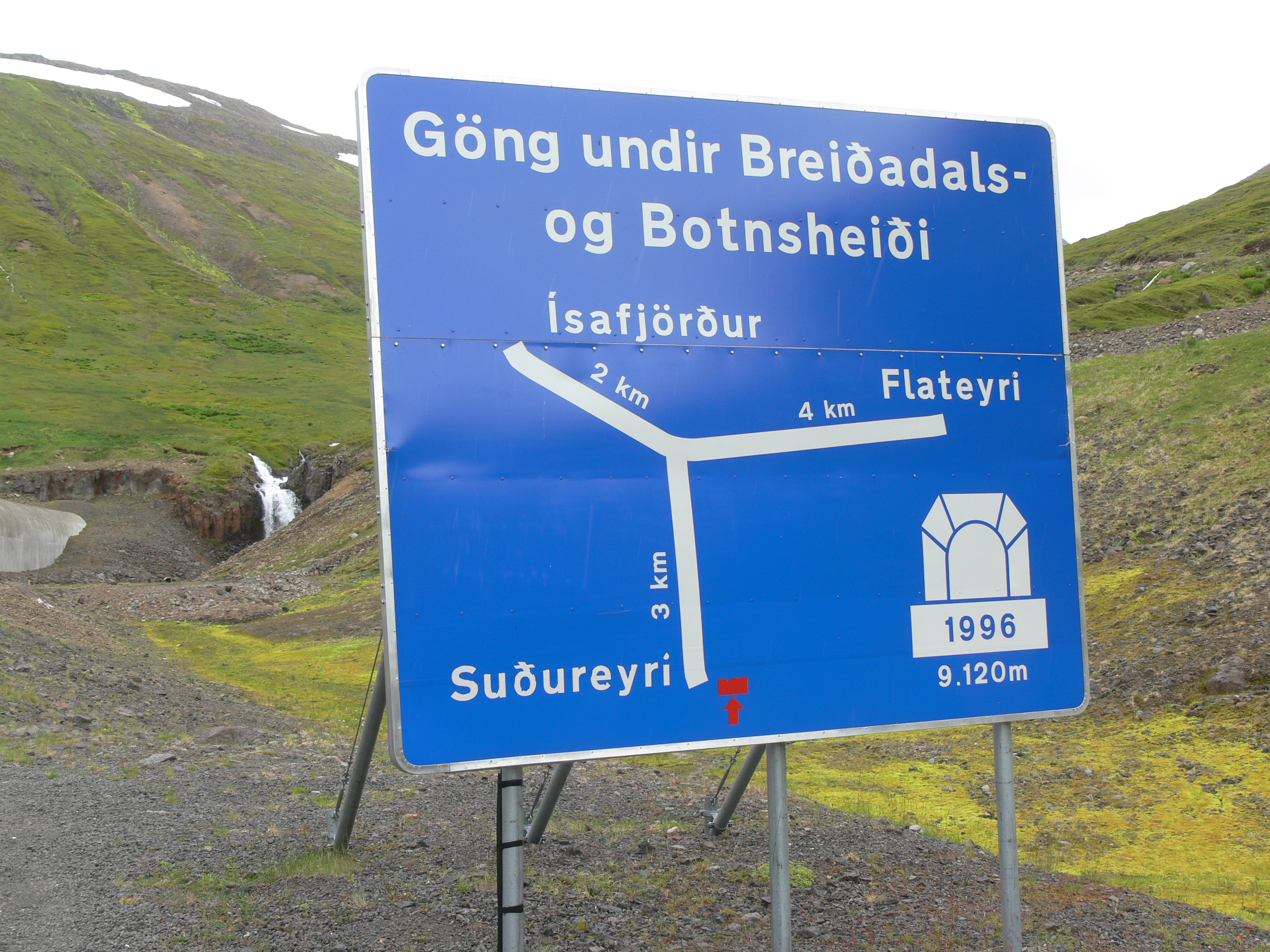
Panneau routier illustrant la configuration routière du tunnel.

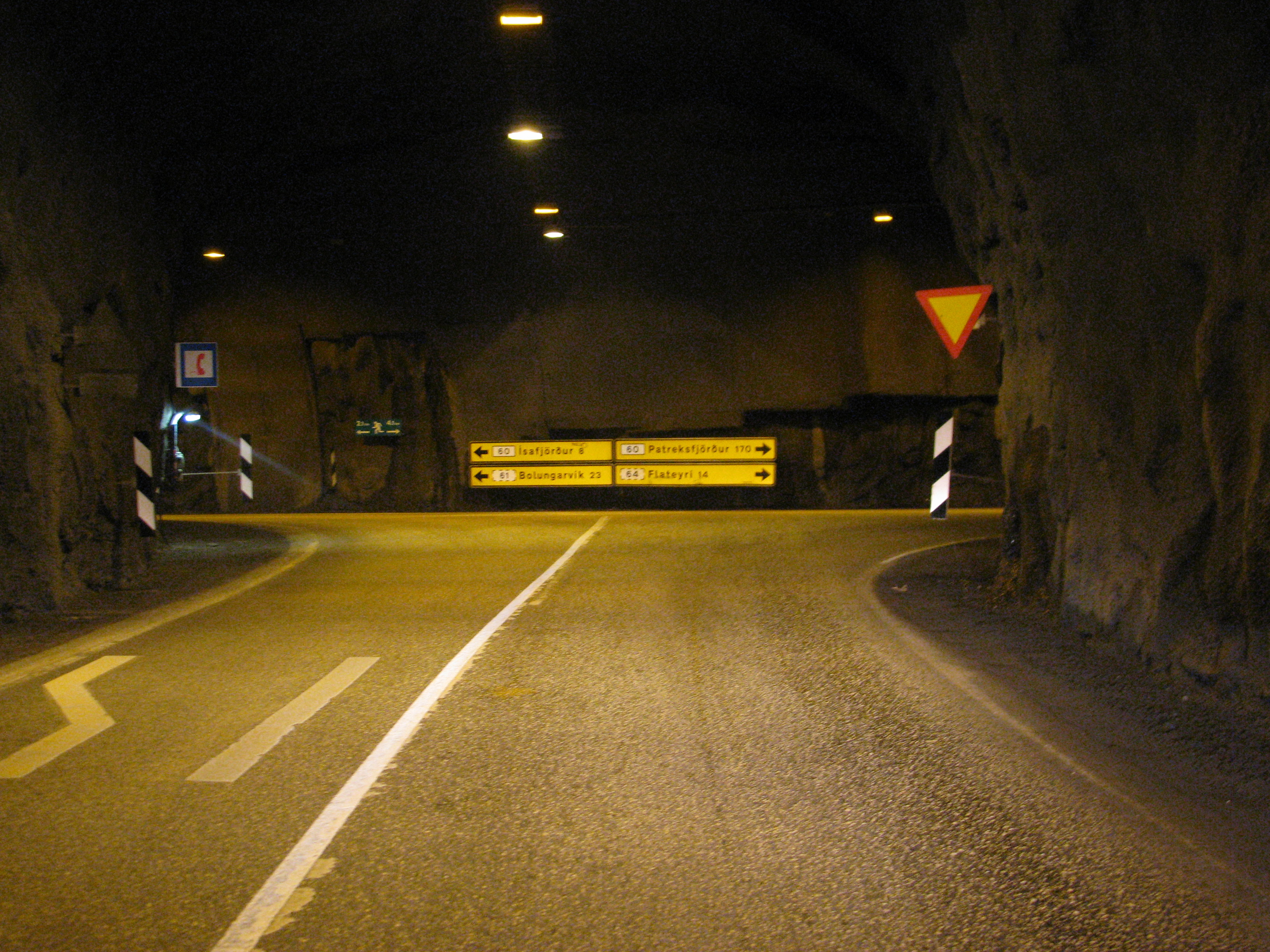
Vue du carrefour routier à l'intérieur du tunnel en venant de Suðureyri.